# ونوس (فیلم)
ونوس (انگلیسی: Venus) فیلمی در ژانر کمدی-درام به کارگردانی راجر میشل است که در سال ۲۰۰۶ منتشر شد. از بازیگران آن می‌توان به پیتر اوتول، جودی ویتاکر، ریچارد گریفیتس و ونسا ردگریو اشاره کرد. پیتر اوتول توانست برای بازی در این فیلم برای دریافتِ جایزه اسکار بهترین بازیگر نقش اول مرد نامزد شود.